# Андри Ражоелина
Андри Нирина Ражоелина (на френски: Andry Nirina Rajoelina) е мадагаскарски ляв политик и бизнесмен, настоящ президент на Мадагаскар.
Той поема поста на 21 март 2009 г. след продължителни размирици, довели до оставката на предишния президент Марк Раваломанана. Преди да стане президент е бил кмет на Антананариво от 2007 г.
Роден е в заможно семейство, баща му е полковник. На 20-годишна възраст работи като дисководещ, а по-късно създава собствена радиостанция, телевизия и рекламна агенция. Едно от първите му действия е да отмени сделка с корейската компания „Деу“, според която големи площи от Мадагаскар е трябвало да бъдат отдадени под наем на компанията за земеделски изследвания. Ражоелина обяснява това действие с факта, че според конституцията това е незаконно.
През юни 2023 г. разкриването на френската националност доведе до откриването на парламентарно разследване, последвано от разпит във Върховния конституционен съд от група граждани на мадагаскарската диаспора във Франция..